# Instrukcja warunkowa
Instrukcja warunkowa – element języka programowania, który pozwala na wykonanie różnych instrukcji w zależności od tego czy zdefiniowane przez programistę wyrażenie logiczne jest prawdziwe, czy fałszywe. Możliwość warunkowego decydowania o tym, jaki krok zostanie wykonany w dalszej kolejności jest jedną z podstawowych własności współczesnych komputerów – dowolny model obliczeń zdolny do wykonywania algorytmów (tj. równoważny maszynom Turinga) musi ją posiadać.
W imperatywnych językach programowania używa się terminu instrukcja warunkowa, podczas gdy w programowaniu funkcyjnym preferowane są nazwy wyrażenie warunkowe lub konstrukcja warunkowa, gdyż posiadają one inną zasadę działania.

## Warunki w maszynach Turinga
W teorii złożoności obliczeniowej maszyna Turinga jest wzorcowym, matematycznym modelem obliczeń komputerowych zdolnym do wykonywania algorytmów. Składa się ona z nieskończonej taśmy podzielonej na komórki z symbolami oraz głowicy. W każdym kroku głowica może zmienić symbol nad aktualnie przeglądaną komórką, zmienić swój stan oraz przesunąć się w lewo lub w prawo. Program definiowany jest jako tablica stanów i dopuszczalnych przejść między nimi w zależności od widzianego symbolu. Możemy ją rozpatrywać jako rodzaj warunku, a każdy krok obliczeń – jako jego ewaluację. Przykładowo, element tablicy przejść {\displaystyle \delta (2,a)\to (4,c,\leftarrow )} może być rozumiany jako warunek „jeśli jesteśmy w stanie 2 i widzimy symbol a, przechodzimy do stanu 4, zapisujemy symbol c i przesuwamy się w lewo”.

## Rodzaje instrukcji warunkowych
We współczesnych językach programowania można spotkać wiele rodzajów instrukcji warunkowych.

### If-Then
Podstawowym rodzajem instrukcji warunkowej jest If-Then. Jest spotykany w większości języków programowania i umożliwia warunkowe wykonanie określonego bloku kodu, a jeśli warunek nie jest spełniony – alternatywnego bloku. Pomiędzy językami występują nieznaczne różnice składniowe, ale ogólny schemat w pseudokodzie zawsze wygląda następująco:
```
if
 warunek 
then

    właściwy blok kodu

else

    alternatywny blok kodu

end if
```

Na początku wykonywana jest ewaluacja warunku podanego w postaci wyrażenia logicznego. Jeśli wynikiem jest true, wykonywany jest właściwy blok kodu, a jeśli false – alternatywny. Następnie program kontynuuje od pierwszej komendy po end if.
Wiele języków programowania umożliwia zdefiniowanie więcej niż jednego warunku do sprawdzenia przy pomocy opcjonalnego bloku else-if:
```
if
 warunek 1 
then

    pierwszy blok kodu

else-if
 warunek 2 
then

    drugi blok kodu

else-if
 warunek 3 
then

    trzeci blok kodu

else

    alternatywny blok kodu

end if
```

W tym wypadku warunki ewaluowane są po kolei do momentu, gdy któryś z nich nie da wartości true – wykonywany jest wtedy przypisany mu blok kodu. Jeśli żaden z warunków nie będzie prawdziwy, wykonywany jest blok alternatywny. Bez względu na ilość prawdziwych warunków, zawsze wykona się tylko pierwszy z nich, a pozostałe zostaną pominięte.
W pewnych językach programowania dostępna jest konstrukcja analogiczna do opisanej wyżej instrukcji warunkowej, której działanie jest jednak odwrotne do powyższego, tzn. pierwszy blok kodu wykonywany jest, gdy warunek 1 nie jest spełniony, a inne warunki fraz else w przeciwnym razie. Jest to więc równoważnik konstrukcji if not(warunek) then instrukcja. Dla odróżnienia od konstrukcji pierwotnej stosuje się w tym przypadku inne słowo kluczowe, np. unless, w języku BCPL i pochodnych (np. w język MCPL), czy także w Perl.

### Wyrażenia warunkowe
Wyrażenie warunkowe jest odmianą instrukcji warunkowej If-Then z tą różnicą, że wykonany blok kodu musi zwrócić jakąś wartość, która staje się jednocześnie wynikiem całego wyrażenia. Wyrażenia warunkowe są popularne w funkcyjnych językach programowania.

### Operator trójargumentowy
W językach wywodzących się z C dostępny jest trójargumentowy operator zwany także operatorem wyrażenia warunkowego. Schemat składni jest następujący:
```
(warunek)? (wyrażenie, gdy warunek jest prawdziwy): (wyrażenie, gdy warunek jest fałszywy)
```

Efektem jego działania jest wartość drugiego lub trzeciego wyrażenia. Umożliwia on osadzanie warunków wewnątrz wyrażeń, np.
```
zmienna
 
=
 
(
a
 
>
 
5
)
 
?
 
(
a
 
*
 
7
)
 
:
 
(
a
 
-
 
3
);

```

### Jako funkcja
W językach Visual Basic oraz SQL warunek jest funkcją trójargumentową. Działa ona trochę inaczej, niż klasyczne wyrażenie warunkowe, gdyż w trakcie wykonywania obliczana jest zawsze zarówno „prawdziwa”, jak i „fałszywa gałąź”, a funkcja zwraca po prostu wynik jednej z nich, drugi odrzucając.

### Arytmetyczny If
Język Fortran do wersji Fortran 77 obsługiwał tzw. arytmetyczny If będący czymś pomiędzy klasycznym Ifem a przypadkiem instrukcji wyboru bazującym na trychotomii {\displaystyle x<0,} {\displaystyle x=0,} {\displaystyle x>0.} Był to najwcześniejszy rodzaj instrukcji warunkowej spotykanej w tym języku:
```
IF
 
(
e
)
 
label1
,
 
label2
,
 
label3

```

Gdzie e to dowolne wyrażenie numeryczne. Powyższy zapis jest równoważny następującemu:
```
IF
 
(
e
 
.
LT
.
 
0
)
 
GOTO
 
label1

IF
 
(
e
 
.
EQ
.
 
0
)
 
GOTO
 
label2

IF
 
(
e
 
.
GT
.
 
0
)
 
GOTO
 
label3

```

### Implementacja obiektowa w Smalltalku
Smalltalk to język w pełni obiektowy. Warunki nie są tam instrukcją języka, lecz metodą klasy Boolean przyjmującą dwa domknięcia jako argumenty. Klasa Boolean posiada dwie klasy podrzędne: True, która wykonuje tylko pierwsze z domknięć, oraz False wykonującą drugie:
```
var
 
:=
 
condition

    
ifTrue:
 [ 
'foo'
 ]
    
ifFalse:
 [ 
'bar'
 ]

```

## Instrukcja wyboru
Innym rodzajem instrukcji warunkowej jest Instrukcja wyboru, która dopasowuje obliczoną wcześniej wartość do zdefiniowanych ograniczeń i wykonuje akcję przyporządkowaną pierwszemu z nich, który zostanie poprawnie dopasowany.

## Dopasowanie do wzorca
Bardziej wyspecjalizowaną odmianą instrukcji warunkowych jest Dopasowanie do wzorca spotykane w niektórych językach programowania. Jego specjalizacja polega na możliwości analizy budowy złożonych struktur danych oraz automatycznego rozpakowywania z nich wartości do zmiennych.

## Porównanie języków
| Język programowania | Strukturalny If | Strukturalny If | Strukturalny If | Instrukcja wyboru | Arytmetyczny If | Dopasowywanie do wzorca |
| Język programowania | then            | else            | else-if         | Instrukcja wyboru | Arytmetyczny If | Dopasowywanie do wzorca |
| ------------------- | --------------- | --------------- | --------------- | ----------------- | --------------- | ----------------------- |
| Ada                 | Tak             | Tak             | Tak             | Tak               | Nie             | Nie                     |
| C                   | Tak             | Tak             | Nie             | Tak               | Nie             | Nie                     |
| C++                 | Tak             | Tak             | Nie             | Tak               | Nie             | Nie                     |
| C#                  | Tak             | Tak             | Nie             | Tak               | Nie             | Nie                     |
| Comal               | Tak             | Nie             | Nie             | Tak               | Nie             | Nie                     |
| Eiffel              | Tak             | Tak             | Tak             | Tak               | Nie             | Nie                     |
| F#                  | Tak             | Tak             | Tak             | Nie               | Nie             | Tak                     |
| Forth               | Tak             | Tak             | Nie             | Nie               | Tak             | Nie                     |
| Fortran             | Tak             | Tak             | Tak             | Tak               | Tak             | Nie                     |
| Haskell             | Tak             | Tak             | Nie             | Nie               | Nie             | Tak                     |
| Java                | Tak             | Tak             | Nie             | Tak               | Nie             | Nie                     |
| JavaScript          | Tak             | Tak             | Nie             | Tak               | Nie             | Nie                     |
| Modula 2            | Tak             | Tak             | Nie             | Tak               | Nie             | Nie                     |
| Pascal              | Tak             | Tak             | Nie             | Tak               | Nie             | Nie                     |
| Perl                | Tak             | Tak             | Tak             | Tak               | Nie             | Nie                     |
| PHP                 | Tak             | Tak             | Tak             | Tak               | Nie             | Nie                     |
| PL/1                | Tak             | Tak             | Nie             | Tak               | Nie             | Nie                     |
| PL/M                | Tak             | Tak             | Nie             | Nie               | Tak             | Nie                     |
| Python              | Tak             | Tak             | Tak             | Nie               | Nie             | Nie                     |
| Snobol              | Nie             | Nie             | Nie             | Nie               | Nie             | Tak                     |
| QuickBASIC          | Tak             | Tak             | Tak             | Tak               | Tak             | Nie                     |
| Visual Basic        | Tak             | Tak             | Tak             | Tak               | Nie             | Nie                     |
| Visual Basic .NET   | Tak             | Tak             | Tak             | Tak               | Nie             | Nie                     |
| Windows PowerShell  | Tak             | Tak             | Tak             | Tak               | Nie             | Nie                     |